# De La Concorde
De La Concorde – stacja metra w Montrealu, na linii pomarańczowej. Obsługiwana przez Société de transport de Montréal (STM). Znajduje się w Laval-des-Rapides, w mieście Laval.